# Dawid Samojłow
Dawid Samuiłowicz Samojłow (Kaufman) (ros. Давид Самуилович Самойлов (Кауфман), ur. 1 czerwca 1920 w Moskwie, zm. 23 lutego 1990 w Tallinnie) – radziecki poeta i tłumacz.

## Życiorys
Był synem żydowskiego lekarza Samuiła Abramowicza Kaufmana. W 1938 skończył szkołę i wstąpił do Moskiewskiego Instytutu Filozofii, Historii i Literatury wchodzący w skład Moskiewskiego Uniwersytetu Państwowego, w 1941 zaczął publikować wiersze, po ataku Niemiec na ZSRR został zmobilizowany do kopania okopów. Gdy wówczas zachorował, został ewakuowany do Aszchabadu, gdzie później wstąpił do wojskowej szkoły piechoty, po ukończeniu której został skierowany pod Tichwin na Front Wołchowski wojny z Niemcami, w 1943 był ranny. Po powrocie na front był zwiadowcą, w składzie 1 Frontu Białoruskiego uczestniczył w walkach na terytorium Polski i Niemiec, m.in. w zdobywaniu Berlina. Otrzymał Order Czerwonej Gwiazdy i medale. Po wojnie pracował jako tłumacz i specjalista radiowy, tłumaczył wiersze z albańskiego, polskiego, czeskiego i węgierskiego, został przyjęty do Związku Pisarzy. W 1948 opublikował zbiór wierszy w piśmie „Znamia”, od 1955 publikował regularnie, w 1958 wydał książkowy zbiór wierszy. Tworzył lirykę refleksyjną z częstymi odwołaniami do historii Rosji, a także do własnych przeżyć wojennych. W 1963 opublikował zbiór Wtoroj pieriewał, w 1970 Dni, a w 1974 Wołna i kamień. W 1969 opublikował przekład Słowików Gałczyńskiego. Jego twórczość ukazała się po polsku w zbiorze Poezje wybrane w 1981. Przyjaźnił się z Fazilem Iskanderem, Bułatem Okudżawą i Zinowijem Gerdtem. Od końca lat 70. mieszkał w Parnu, gdzie został pochowany. W 1980 odznaczony Orderem Przyjaźni Narodów. W 1988 otrzymał Nagrodę Państwową ZSRR.